# Budai-hegység
A Budai-hegység egy földrajzi kistáj, a Dunazug-hegyvidék része. A hegység számos hegye Budapest határain belül található, a budai oldalon az I., II., III., XI. és XII. kerületben. A fővároson belüli részeket Budai-hegyek vagy Budai hegyvidék összefoglaló néven is szokták említeni. A Budai-hegység része még Páty, Nagykovácsi, Remeteszőlős, Solymár egy része és Telki község is. A hegységet északról a Pilis hegység, nyugatról a Zsámbéki-medence, délről Törökbálint, Diósd és Érd, keletről a Duna (Víziváros) határolja. Legmagasabb pontja a Nagy-Kopasz, amely 559 méter magas.

## Geológia
A hegység nagyrészt triász kori mészkőből és dolomitból felépült tömege a Duna vonalánál találkozik az Alföld süllyedékével. A mészkő mellett a hárshegyi homokkő is megtalálható.
A tektonikus törésvonalak a kiemelkedő hegységi, budai részt is igen alaposan megdolgozták, a repedések utat nyitottak a nagy mélységből felemelkedő meleg vizeknek csakúgy, mint a felszínről leszivárgó karsztvizeknek. Mindezek eredményeként, a meleg és hideg vizek váltakozása során labirintus-jellegű, gazdag ásványkincsű barlangok keletkeztek.

## Földrajz
A Budai-hegység kistáj, ami a Dunántúli-középhegység, azon belül a Dunazug-hegyvidék része. Legmagasabb pontja a Nagy-Kopasz (559 méter), Budapesten belül pedig a János-hegy (527 m), legalacsonyabb pontja a hegység délkeleti részén található (107 méter). Területe 201 km².
Északon a Pilis határolja, a Tinnye és Piliscsaba térségéből délkelet-keleti irányú gerinc északi lejtője. A hegység északi határa párhuzamos a Solymári-völggyel. Kelet felé a Duna, illetve annak széles völgyében a Vác–Pesti-Duna-völgy és a Csepeli-sík határolja. A hegység a Gellért-hegy és a József-hegy nyúlványaival közelíti meg a Dunát. A folyam hajdani ártéri öblözetei (Kaszásdűlő, Óbuda, Viziváros, Lágymányos és Kelenföld) már nem része a kistájnak. Délen a Budakeszi-medence ékelődik be a hegységbe, de nem része annak. A hegység déli határa Budaörs északi pereme, a Csíki-hegyek vonulata még a Budai-hegységhez tartozik. Nyugaton a Zsámbéki-medence határolja a Budai-hegységet, északnyugaton pedig, Tinnyénél a Gerecse keleti része (Zsámbék-Bajnai-dombvidék) határolja.
A Budai-hegység főtengelyében lévő törésvonal, az északnyugat-délkeleti irányú Hűvösvölgy és a Nagykovácsi-medence osztja ketté a hegységet, az északi és a déli részre.
Az északi részen két rögsorozat húzódik, az egyiknek két ága van:
1. Rózsadomb – Ferenc-hegy – Látó-hegy – Kecske-hegy – Újlaki-hegy
2. Mátyás-hegy – Remete-hegy – Tábor-hegy

Ez a két ág fogja közre a Szépvölgyi-medencét és egyesül a Hármashatár-hegyben, ami egy vonulatként folytatódik tovább a Pesthidegkúti-medence északi részén: Csúcs-hegy – Szarvas-hegy – Kálvária-hegy.
Az északi rész másik rögsorozata a Fazekas-hegy – Hosszúerdő-hegy – Remete-hegy – Kerek-hegy – Zsíros-hegy – Nagy-Szénás – Bükköstető.
A két északi vonulat között folyik a Jegenye-völgy patakja.
A déli részt is két csoportra lehet osztani. Az elsőt a Széchenyi-hegy – János-hegy – Nagy-Hárs-hegy alkotja, ehhez csatlakozik a Nagy-Kopasz csoportja, aminek a földrajzi helyzete még az 1950-es években is vitatott volt, akkoriban a Gerecséhez is szokták sorolni. A déli rész másik ága a kicsi, alacsony de meredek, sziklás hegyek (sasbércek) vonulata: Gellért-hegy – Sas-hegy – Ördög-orom – Budaörsi-hegy – Csíki-hegyek.

## Domborzat

### Hegyek

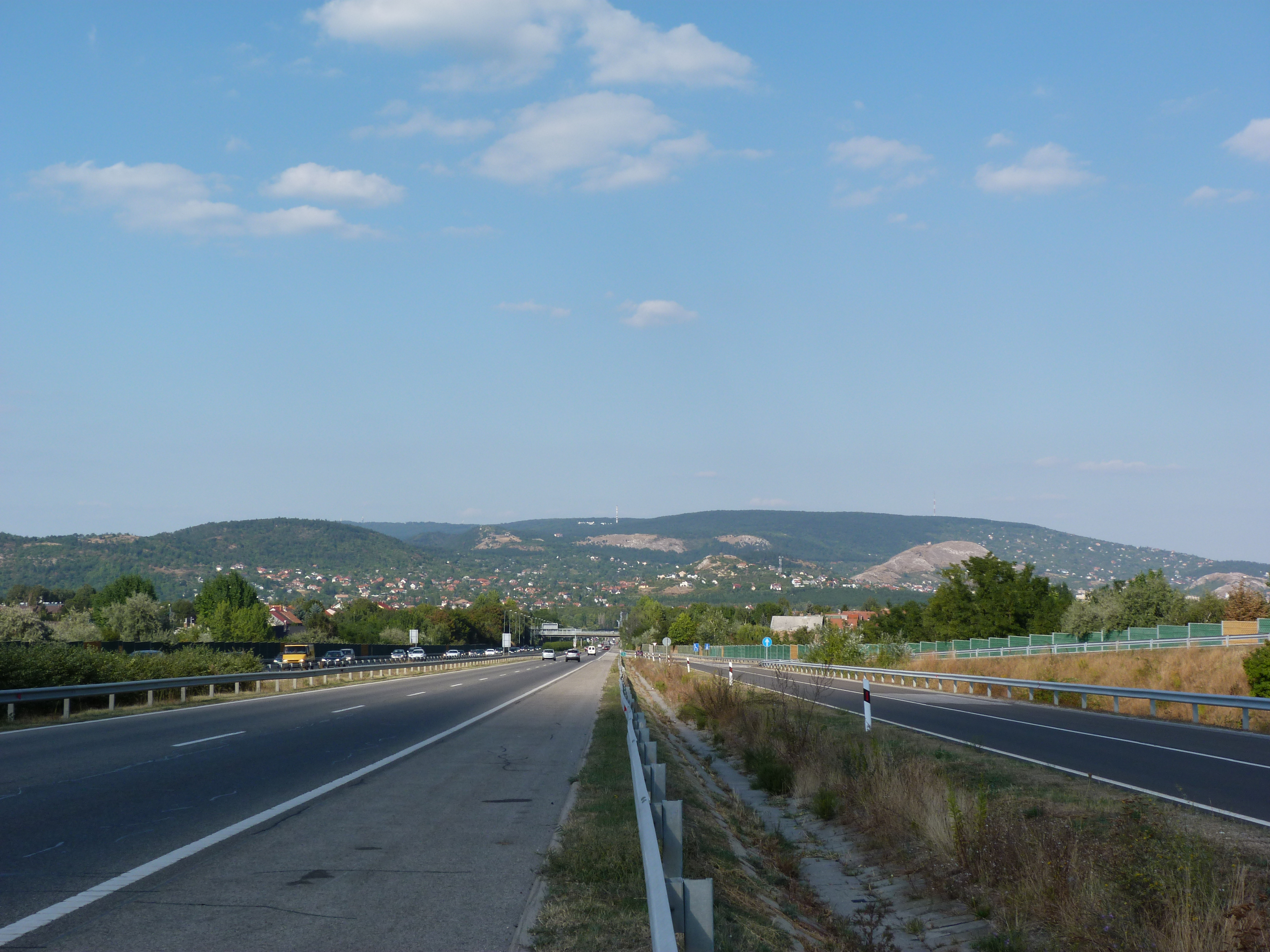
Budai-hegység délnyugatról, az M7-es autópályáról, Törökbálintról. Háttérben középen a Központi Fizikai Kutatóintézet kutatóreaktorának kéménye, jobbra a hegy mögül alig látszódó Széchenyi-hegyi adótorony

A Budai-hegység 500 méternél magasabb hegyei a Nagy-Kopasz (559 m), Kutya-hegy (558 m), Nagy-Szénás (550 m), János-hegy (527 m).
400–500 méter magas kiemelkedései a Hármashatár-hegy (495 m), Normafa (479 m), Nagy-Hárs-hegy (458 m), Csúcs-hegy (452 m), Kis-Szénás (431 m), Kakukk-hegy (438 m), Széchenyi-hegy (427 m), Zsíros-hegy (424 m), Remete-hegy (423 m), Ezüst-hegy (416 m), Meredek-csúcs (402 m).

### Barlangok
A Budai-hegységben sok barlang van, az idegenforgalmi célból kiépített Budai Vár-barlangon, Szemlő-hegyi-barlangon és Pál-völgyi-barlangrendszeren kívül még körülbelül 200 barlang van számon tartva. Néhányat közülük már az ősember is használt (például a Remete-barlangot, a Remete-völgyi Felső-barlangot és a Tábor-hegyi-barlangot). Néhánynak nagy szerepe volt a főváros történetében (háborúk idején búvóhely a Budai Vár-barlangban, bányászat a Bátori-barlangban). Ma inkább turisztikai hasznosításuk, gyógybarlanggá alakításuk és védelmük jelent feladatot.

## Éghajlat
A Budai-hegység a mérsékelt övben helyezkedik el, ezért a négy évszak: tavasz, nyár, ősz és tél a jellemző rá. Mivel kelet felé a Dunával és az Alföld síkjával érintkezik, a klímája átmeneti a sík vidéki és a középhegységi éghajlat között. Ennek a különbségnek az egyik jellemzője, hogy a hegység belsejében, a Duna menti hegylábhoz képest évente 7-10%-kal, de télen 20%-kal nagyobb mennyiségű csapadék esik.
A napi középhőmérséklet 100 éves átlaga a Rózsadomb lábánál, 130 méteres tengerszint feletti magasságon mérve télen december 21. és február 10. között 0 °C alatt van. Decemberben és januárban rendszeres a -10 °C alatti levegőhő mérséklet. A leghidegebb a január 11-25. közötti időszak. Tavasztól őszig, április 10. és október 20. között 10 °C, ezen belül június 17. és augusztus 30. között 20 °C fölötti az átlag. A legmelegebb napok július 15. és augusztus 2. között vannak. A hőmérsékleti maximum júliusban van, rendszerint 33 °C körül. Néha májusban és szeptemberben is 30 °C fölötti a meleg, áprilisban és októberben viszont előfordulnak 0 °C alatti hőmérsékletek is.
A napsütéses órák száma júliusban több, mint 300, decemberben viszont csak 40 körül van. Évente megközelíti a 2000 órát.
A szél legtöbbször a hegység felől fúj a fővárosba (északnyugat és nyugat felől), a keleti és délkeleti szél ritka. Ezért helytálló az az általános megállapítás, hogy a Budai-hegység Budapest tüdeje.
A csapadék éves mennyisége, szintén 100 éves átlagban 600-700 milliméter. Havazás évente átlagosan 30 napon fordul elő. A hó a Budapest felőli részeken 40 napig, a hegység belsejében, 400 méteres magasságon azonban akár 60 napig is megmarad.
Főleg télen előfordulhat, hogy a völgyekben és az alacsonyabb területeken megszorul a hideg köd és szmog alakul ki Budapesten, de ugyanekkor a hegyek magasabban fekvő részein derült, melegebb, napos idő van. Ez az úgynevezett inverzió leginkább reggel gyakori, de előfordul egész napig tartó is. A téli reggeleken a völgyekben fagyzugok alakulnak ki, ahol néha akár 10 °C-kal is alacsonyabb a hőmérséklet a magasabban lévő területeknél. Erre a jelenségre utal Hűvösvölgy neve is.

## Települések
| Területhasznosítás | Terület     | Területarány |
| ------------------ | ----------- | ------------ |
| Lakott terület     | 6139,6 ha   | 30,6%        |
| Szántó             | 1674,3 ha   | 8,3%         |
| Kert               | 319,7 ha    | 1,6%         |
| Szőlő              | 39,8 ha     | 0,2%         |
| Rét, legelő        | 1509,9 ha   | 7,5%         |
| Erdő               | 10 390,0 ha | 51,7%        |
| Vízfelszín         | 15,3 ha     | 0,1%         |

## Élővilág

### Flóra
A hegység nagy részét cseres–tölgyesek és gyertyános–tölgyesek borítják. A hűvösebb területeken bükkösök és bükkelegyes erdők is előfordulnak (pl. a Normafa környéke). A völgyekben és a domboldalakon jellemző a lejtősztyepprét, a sziklás területeken pedig a dolomit sziklagyep, benne a szigorúan védett árvalányhajjal. Budaörs felett a sziklagyepben fellelhető ritkaság a magyar gurgolya, a borzas vértő és a henye boroszlán.
A Budai-hegység területén bennszülött a pilisi len, de előfordul a budai berkenye, a budai hölgymál, a budai nyúlfarkfű, a hegyi tarsóka és a csikófark is. A löszös részeken megtalálható a törpemandula, a tölgyesekben a lakott területekhez közel pedig a téltemető, az erdei ciklámen és az egyre ritkább gyapjas gyűszűvirág nyílik. A turizmus és a telekspekuláció ugyanakkor veszélyt jelent e fajok számára, ma már nincs például Boldogasszony papucsa.

### Fauna
A Budai-hegység állatvilága gazdag, leginkább a madár-, és a rovarvilág tekintetében.
Mivel a mészkőhegység meglehetősen vízszegény, így a kétéltű-fauna gyér, a hüllők közül azonban megtalálható itt a lábatlan gyík, a pannon gyík és különféle siklófajok, pl. a haragos-, és a rézsikló. A madarakat leginkább a kisebb énekesek, illetve bizonyos ragadozók, pl. héja, egerészölyv, vörös vércse képviselik. Egykor fészkelt itt a kabasólyom, az uhu, a kígyászölyv, a vörös vércse, a darázsölyv, a kerecsensólyom és a kövirigó is, de a hollónak és a fekete harkálynak ma is stabil állománya van. Nagyvadak is előfordulnak, mint például a dámszarvas és a vaddisznó, életterük azonban egyre inkább Nagykovácsit és Budakeszit nyugatról övező, szélesebb erdősávba szűkült. Jelen van még az őz, a muflon, az ürge és a nyuszt is. Napnyugta után megjelennek a különféle denevérfajok is, rovarokra vadászva.

## Kikapcsolódás a Budai-hegységben

### Turistautak
A Budai-hegység a tavaszi és az őszi hónapokban népszerű kirándulóhely, főleg Budapest lakosainak körében. Erdeit és az azokon keresztülhaladó turistautak hálózatát a Pilisi Parkerdő Zrt. mellett számos turistaegyesület gondozza.
A színekkel jelzett turistautak közül a Budai-hegységben mind a négy féle színű út megtalálható: kék, piros, sárga, zöld. Ezek kombinációval gyalogosan akár több tíz kilométernyi túrát lehet tenni a hegységben és egyúttal segítik a táj könnyebb megismerését.
A turistaútvonalak hossza az idők folyamán változott, az 1950-es években sokkal kevesebb volt belőlük, az 1956-os útikalauz csupán az alábbi ösvényeket sorolta fel:
 Kék sáv:
1. Hűvösvölgy – Határ-nyereg – Árpád-kilátó – Szépvölgyi út – Hármashatár-hegy – Virágos-nyereg – Csúcs-hegyi turistaház – Bécsi úti autóbusz megálló
2. Hűvösvölgy – Budaliget – Zsíros-hegyi turistaház – Nagy-szénási turistaház – Kutya-hegyi nyereg – Piliscsaba
3. Farkasrét – Farkas-völgy – Normafa – Zugliget

Kék négyzet:
1. Solymári országút – Rózsi-forrás – Szarvas-hegy oldala – Csúcs-hegyi turistaház

 Piros sáv:
1. Zugliget – Tündér-szikla – János-hegy – Szépjuhászné – Bátori-barlang elágazása – Városi rét – Hűvösvölgy – Határ-nyereg – Hármashatár-hegy – Bécsi úti villamosmegálló
2. Farkasrét – Frank-hegyi turistaház – Budaörsi BEV-állomás
3. Nagykovácsi – Nagy-Szénás – Kis-Szénás – Piliscsaba alsó vasútállomás

 Piros négyzet:
1. Nagykovácsi–Zsíros-hegyi turistaház

 Piros háromszög:
1. Széchenyi-hegy–Normafa–János-hegy

 Zöld sáv:
1. Farkasrét–Irhás-árok–Makkosmária–Turistaház–Budakeszi–Szépjuhászné–Petneházyrét–Városi rét–Hűvösvölgy–Látóhegyi-nyereg–Szépvölgyi út–Pál-völgyi-barlangrendszer
2. Solymár–Zsíros-hegyi turistaház

Zöld négyzet:
1. Normafa–Makkosmáriai turistaház–Budakeszi autóbusz-állomás

 Sárga sáv:
1. Zugliget–Disznófő–Jánoshegyi út–Makkosmária–Csíki-hegyek–Törökbálint vasútállomás
2. Óbuda villamosállomás – Csúcs-hegyi turistaház – Guckler út – Pál-völgyi cseppkőbarlang
3. Nagykovácsi–Antónia-árok – Pilisszentiván – Pilisvörösvár

Ezek közül az utak közül némelyik már megszűnt, más színjelzést vagy nyomvonalat kapott, vagy több, eltérő színű részútvonalra bomlott.

## Képek

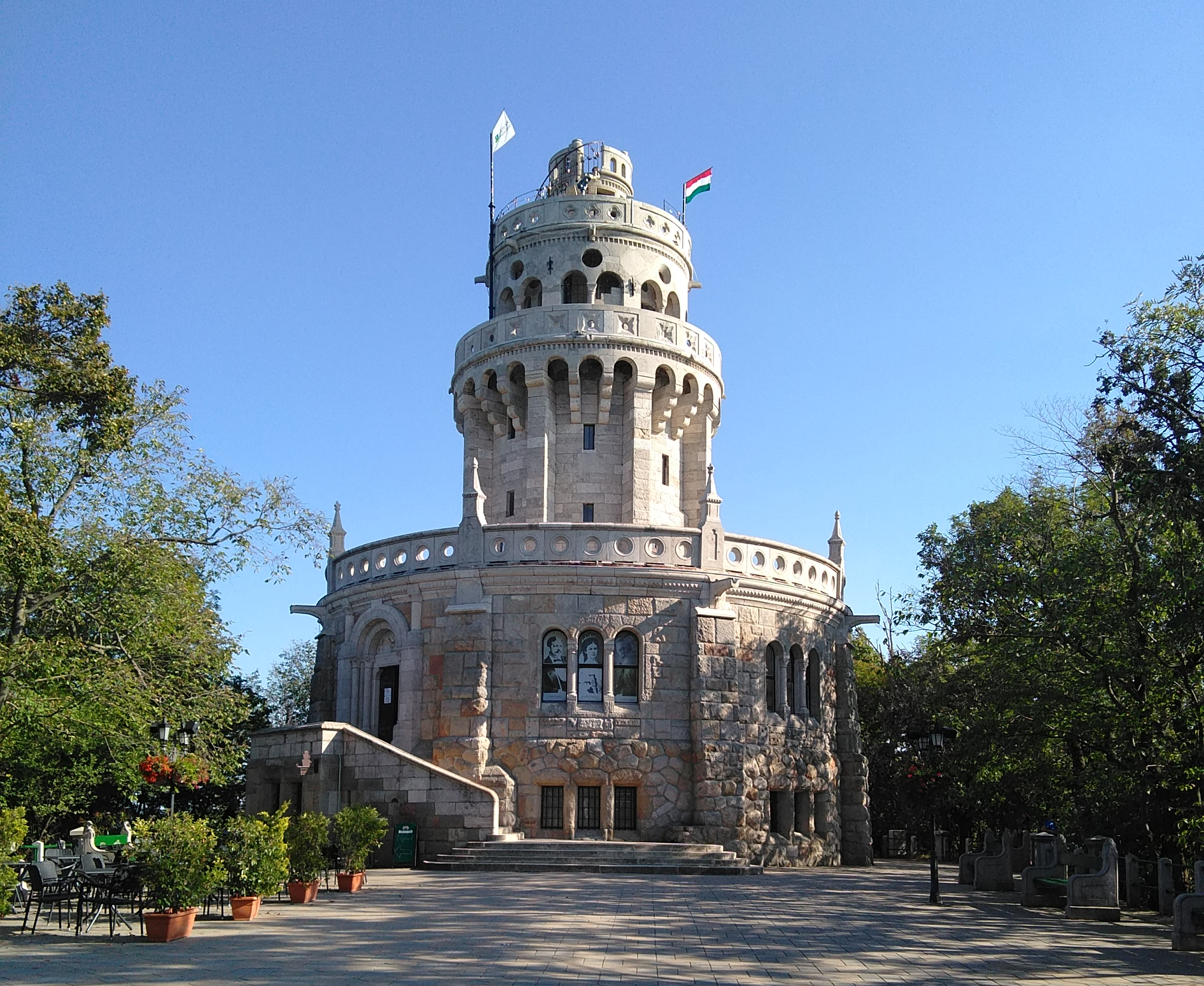
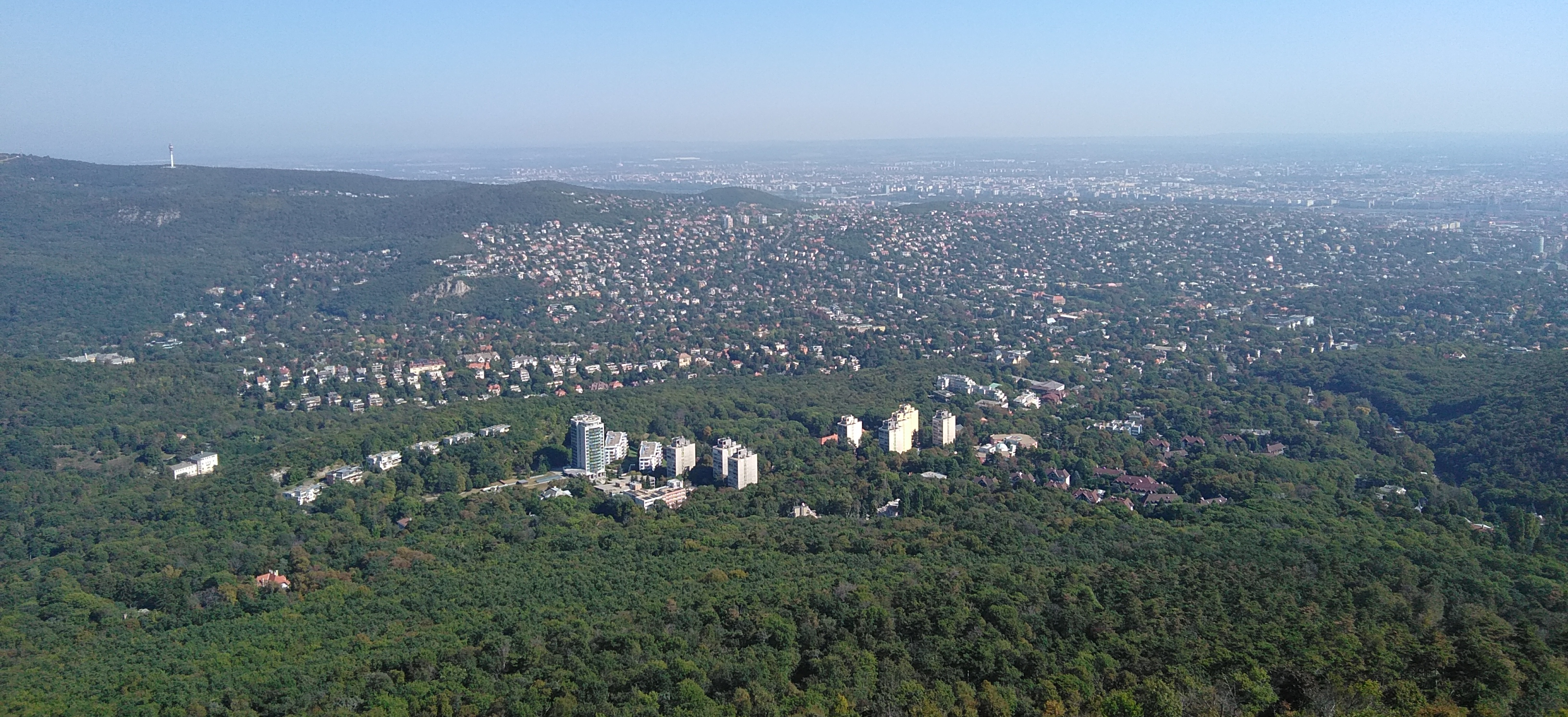
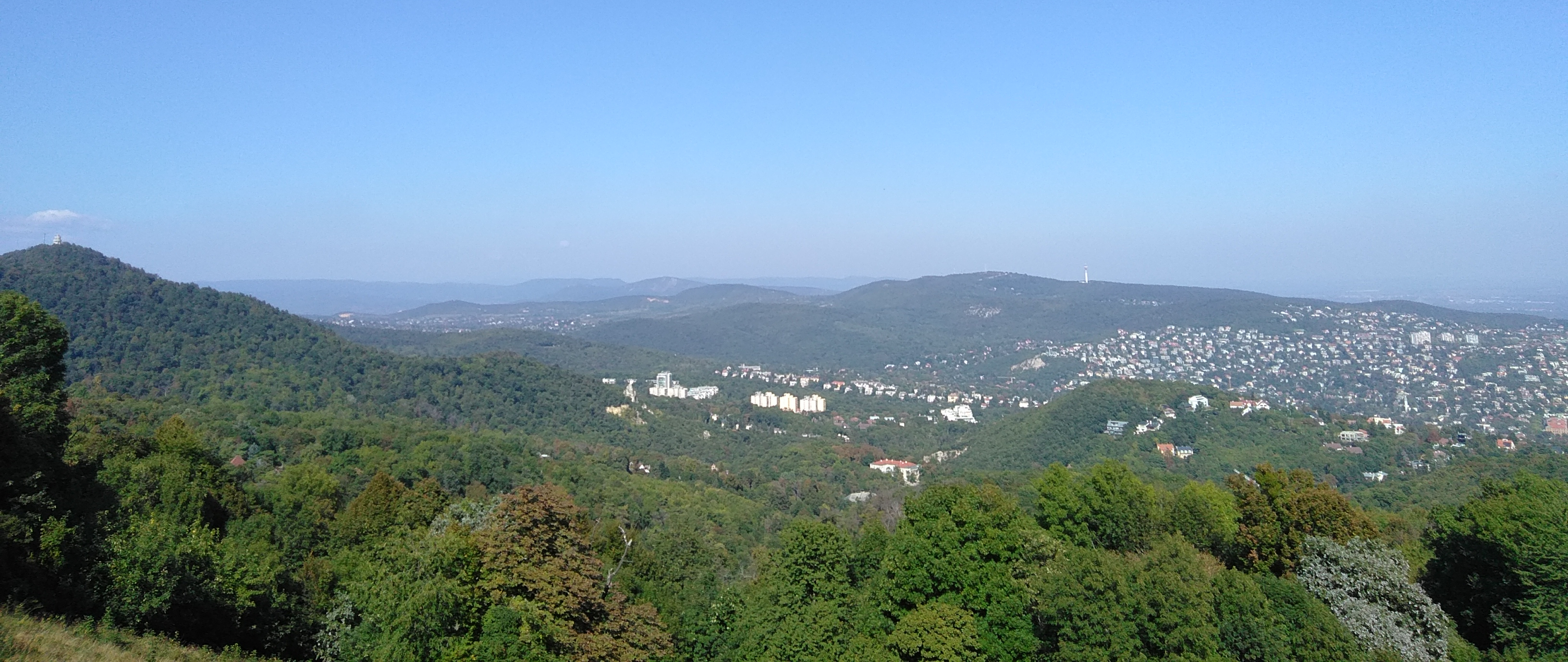
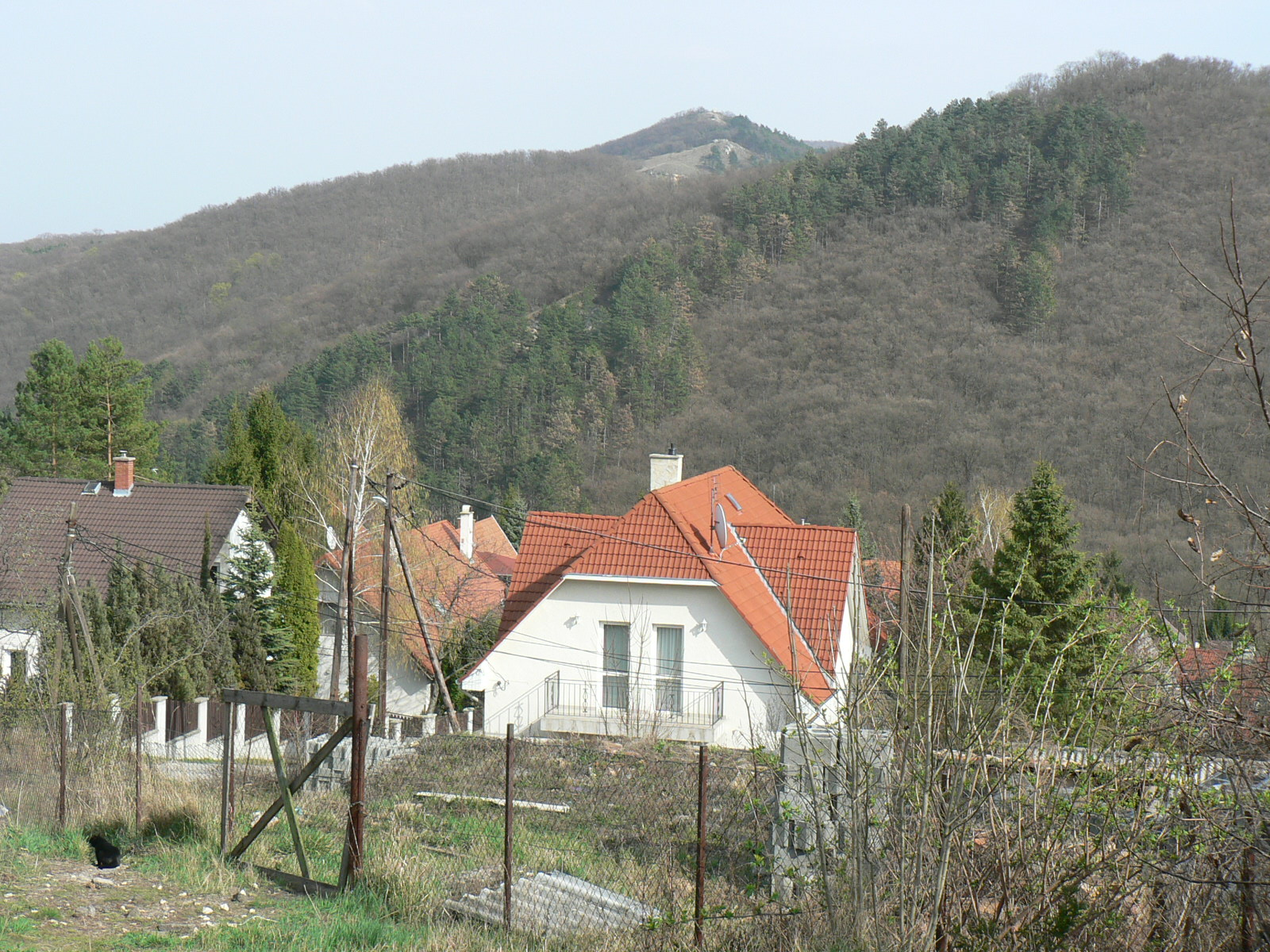
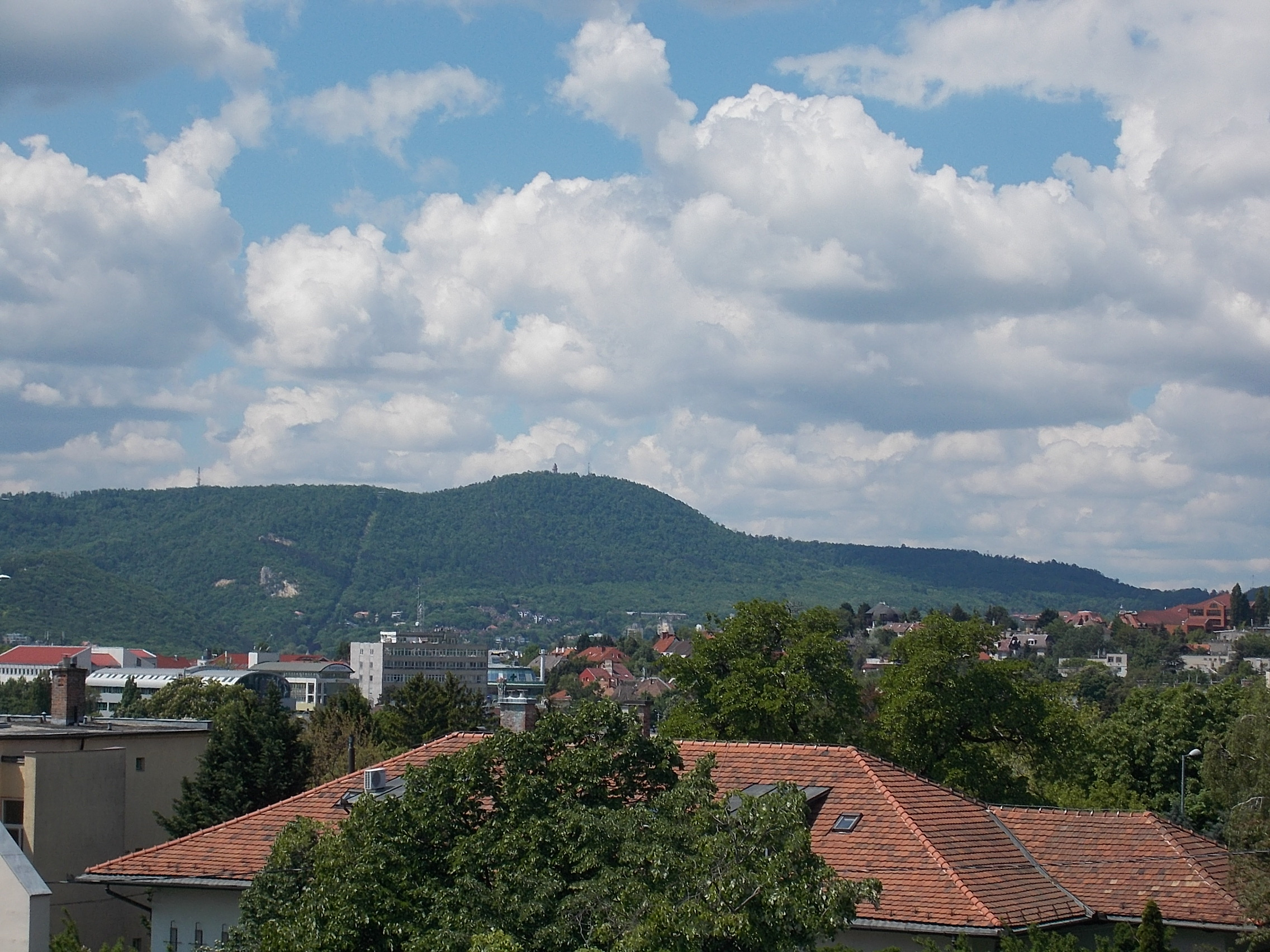
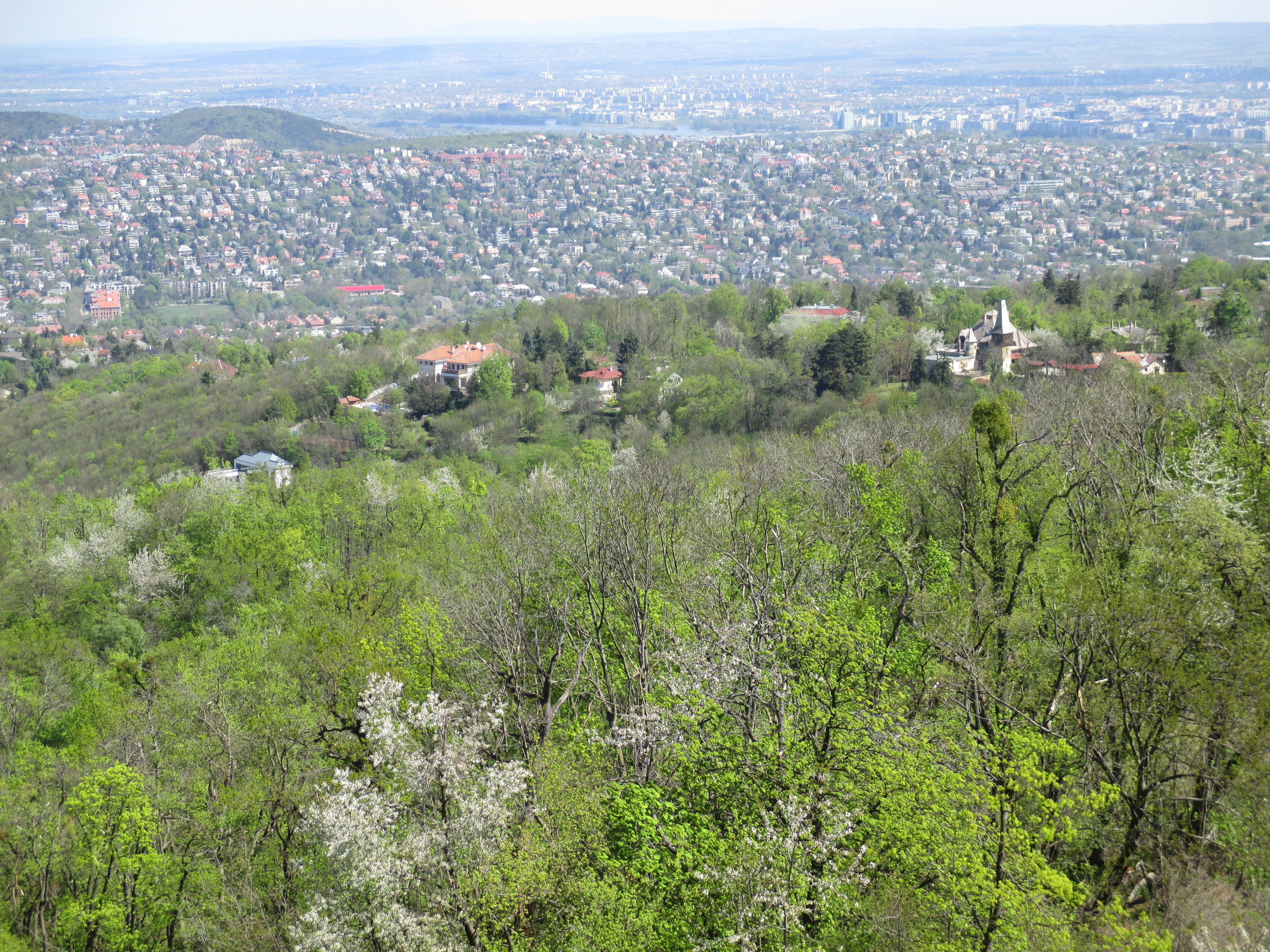
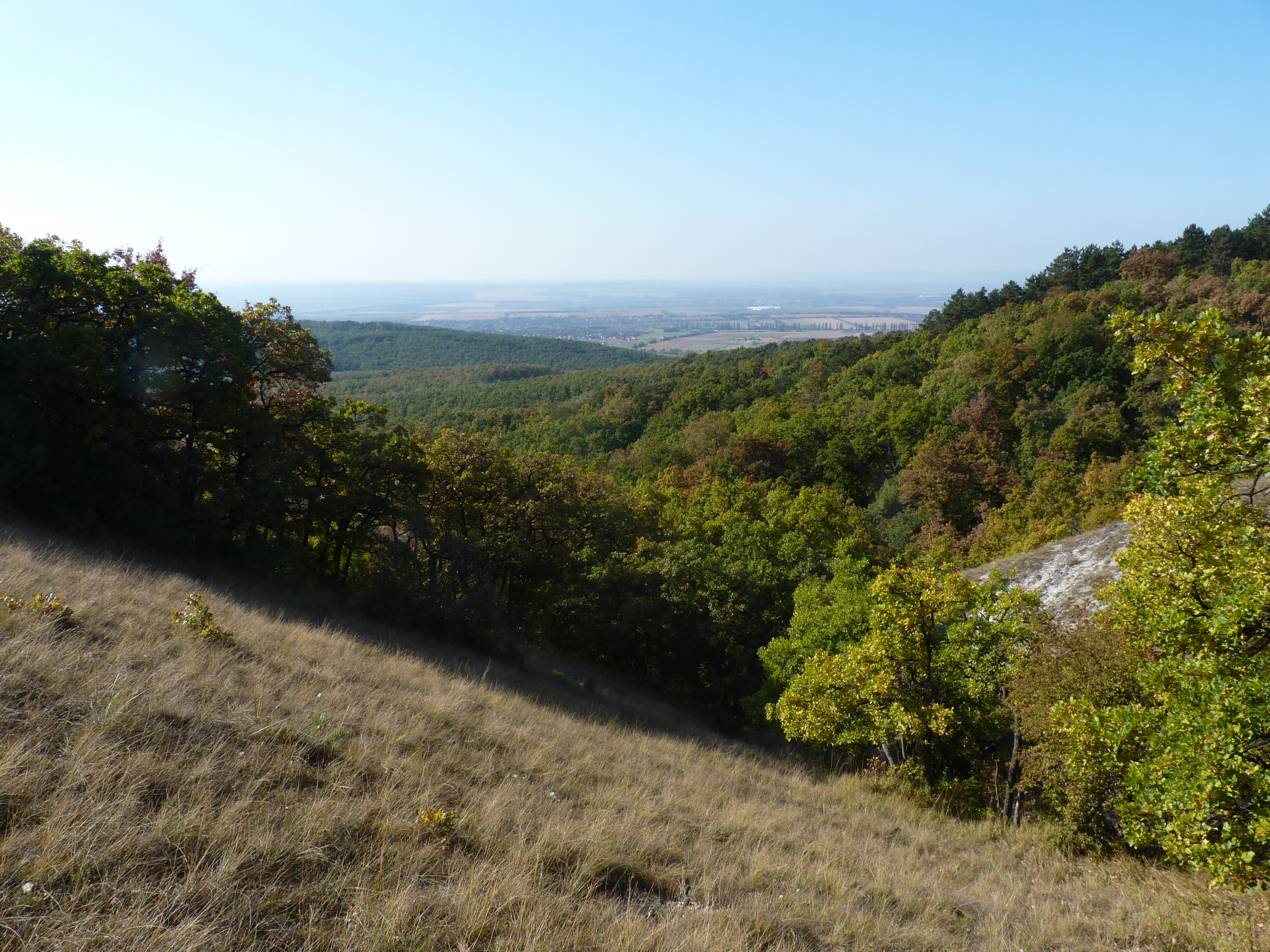
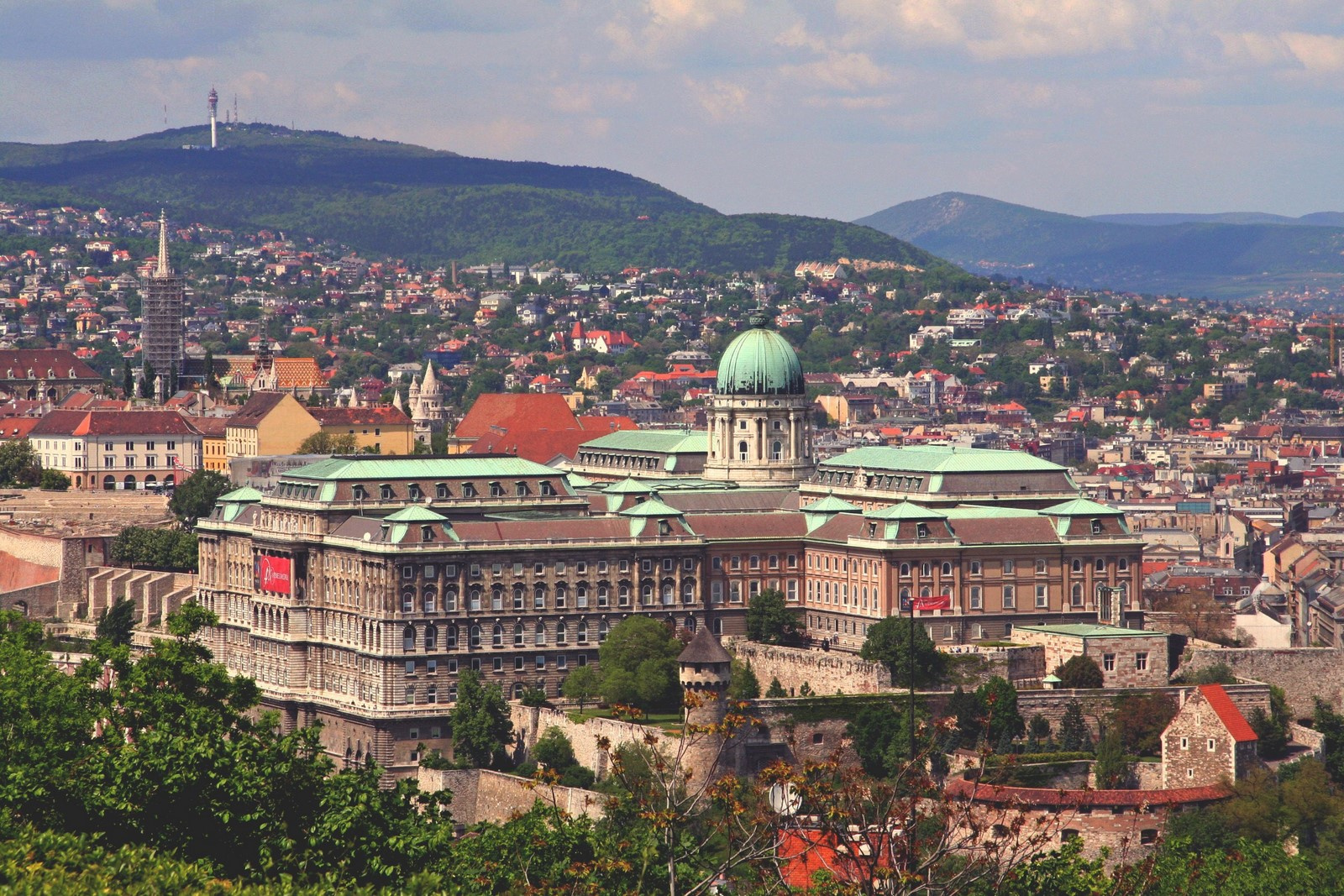
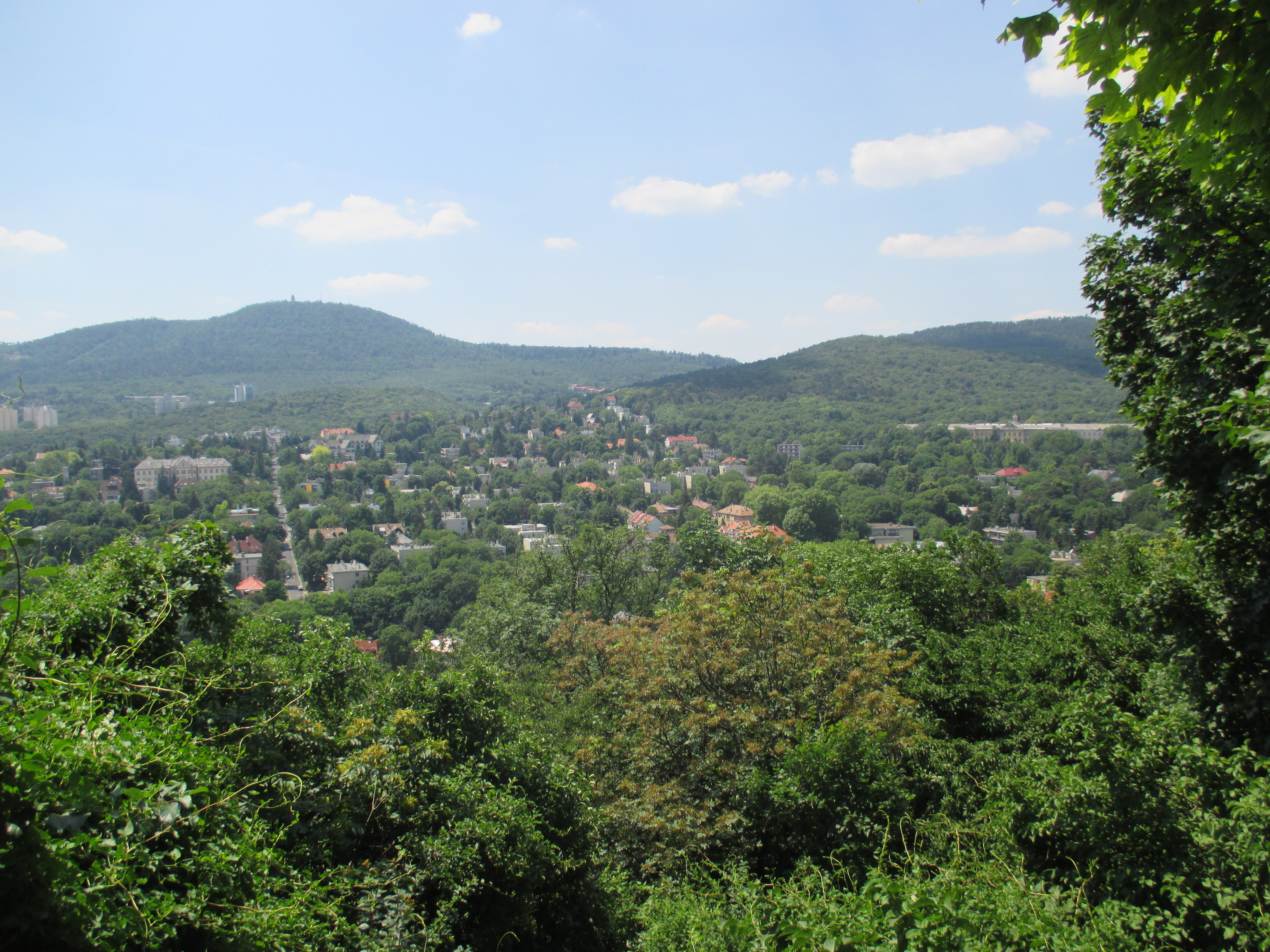
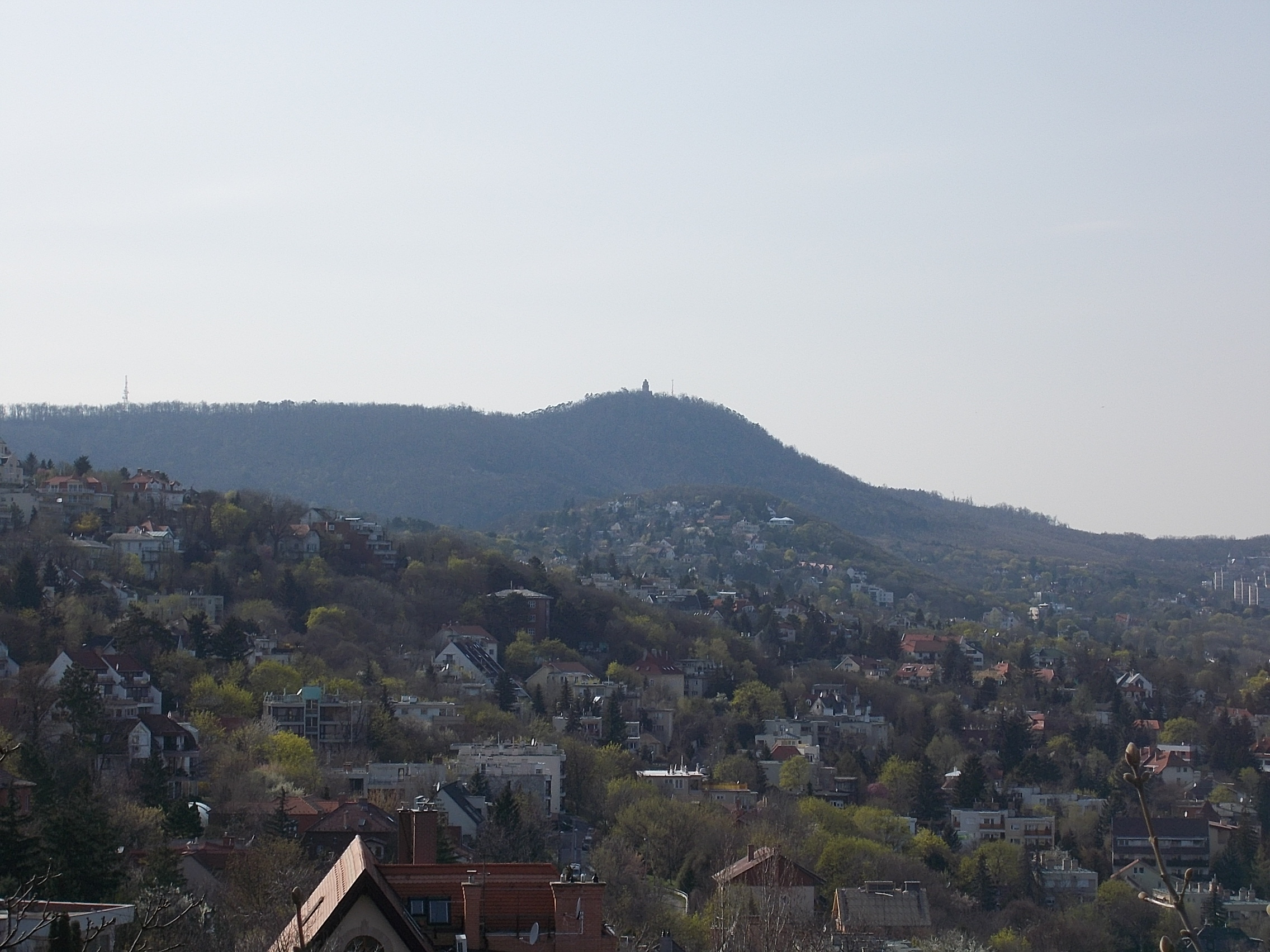
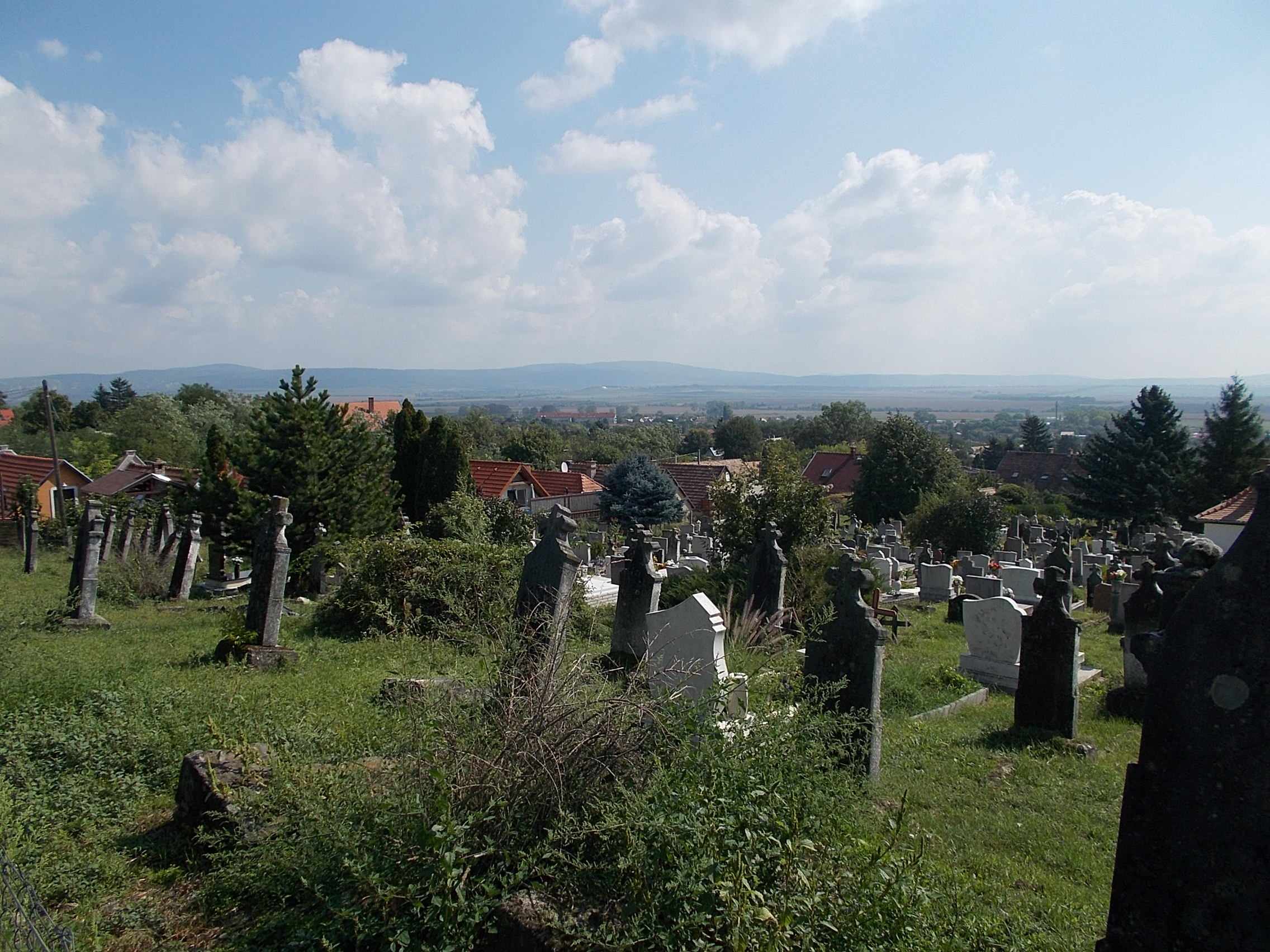
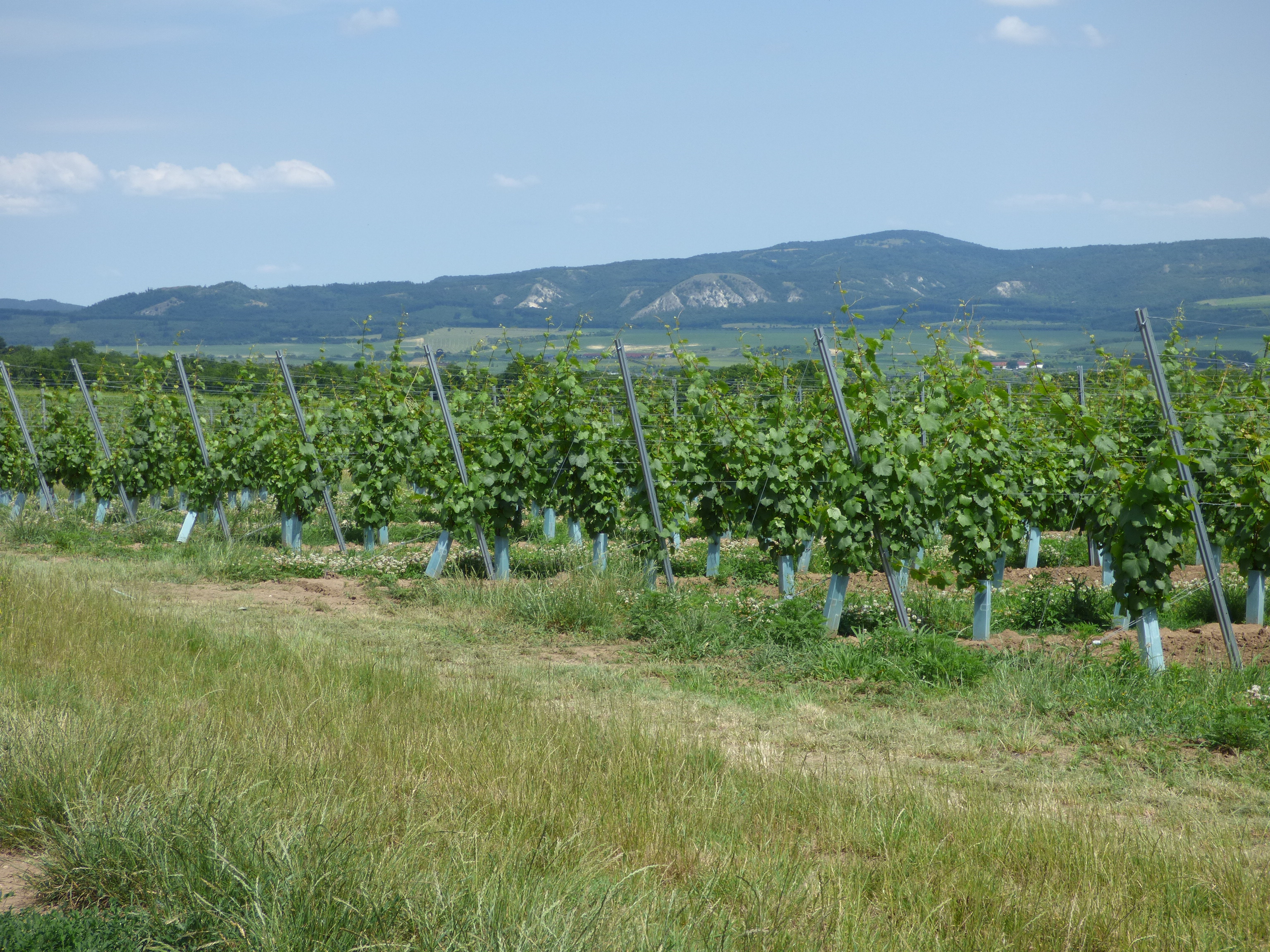
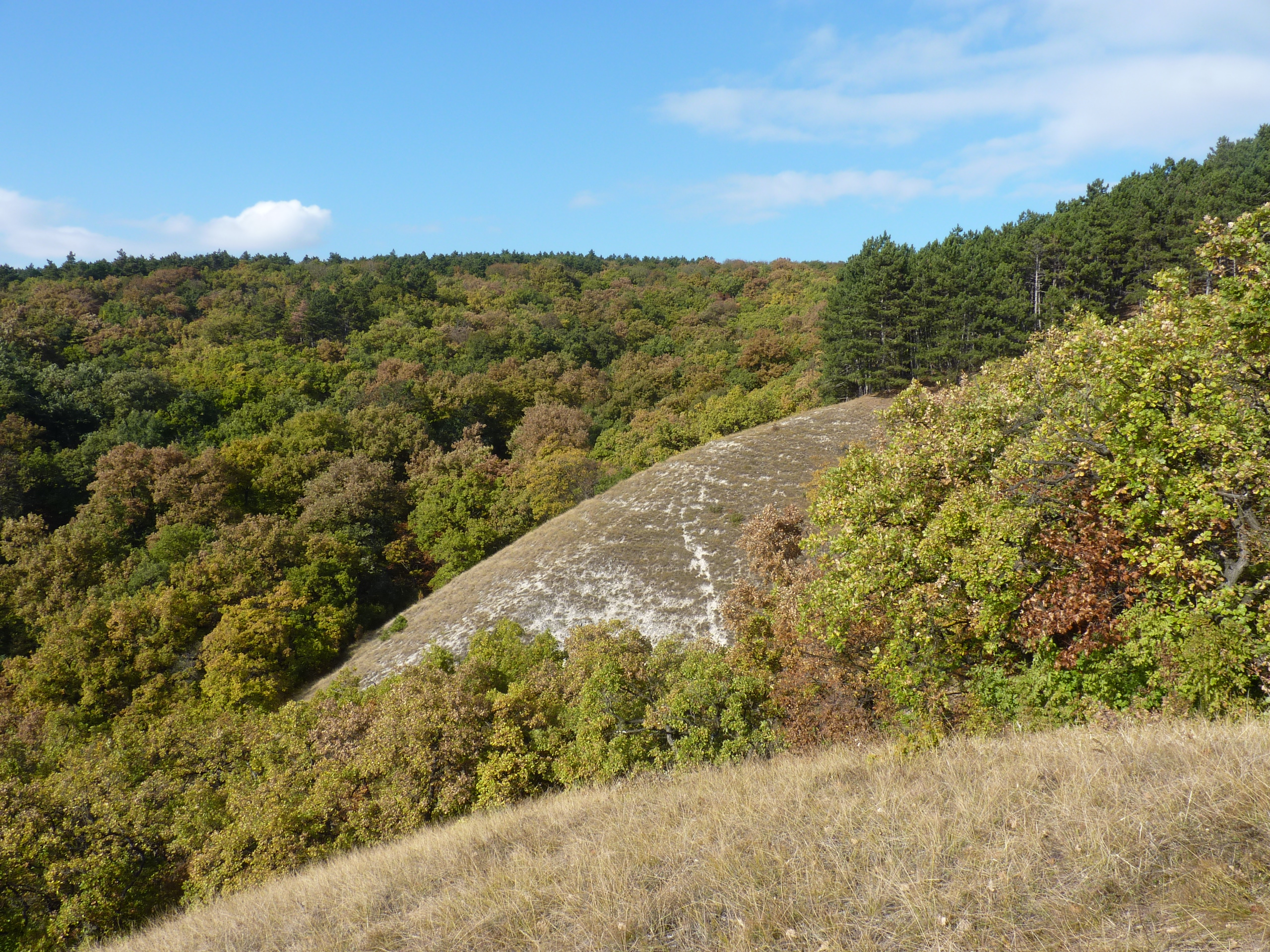

## Külső hivatkozások
- www.budai-hegyek.hu